# IV SS-Panzerkorps
Il IV.SS-Panzerkorps fu un Corpo d'Armata Corazzato tedesco delle Waffen-SS che operò sul Fronte orientale e nei Balcani durante la Seconda Guerra mondiale.
Il "IV.SS-Panzerkorps" fu formato nel mese di agosto del 1943 a Poitiers, in Francia.
Il 30 giugno 1944, il IV. SS-Panzerkorps fu posto sotto il comando del SS-Obergruppenführer Herbert Otto Gille.

## Comandanti
| Grado                | Nome                      | Data inizio incarico | Data fine incarico |
| SS-Obergruppenführer | Alfred Wünnenberg         | 5 agosto 1943        | 23 ottobre 1943    |
| SS-Obergruppenführer | Walter Krüger             | 23 ottobre 1943      | 1º luglio 1944     |
| SS-Obergruppenführer | Matthias Kleinheisterkamp | 1º luglio 1944       | 20 luglio 1944)    |
| SS-Brigadeführer     | Nikolaus Heilmann         | 20 luglio 1944       | 6 agosto 1944)     |
| SS-Obergruppenfuhrer | Herbert Otto Gille        | 6 agosto 1944        | 8 maggio 1945      |

## Ordine di battaglia

### 16 settembre 1944 - Difesa di Modlin
| Nome unità                                    |
| Korps Stab                                    |
| Gruppe von dem Bach                           |
| 19.Panzer-Division                            |
| 3. SS-Panzerdivision Totenkopf                |
| 5. SS-Panzer-Division "Wiking"                |
| 73.Infanterie-Division                        |
| 1.ungarische Kavallerie-Division              |
| Werfer-Abteilung 104 / 504                    |
| Schwere SS-Artillerie-Abteilung 504           |
| SS-Korps-Nachrichten-Abteilung 104            |
| SS-Sanitäts-Abteilung 104                     |
| Feld-Ausbildungs-Battalion IV.SS-Panzer-Korps |
| Kraftfahrzeug-Kompanie 504                    |
| Bekleidung-Instandsetzungs-Zug 504            |
| SS-Feldpostamt 104                            |

### 17 gennaio 1945 - Operazione Konrad III (Budapest)
- Korps Stab
- 3. SS-Panzerdivision Totenkopf
- 5. SS-Panzer-Division "Wiking"
- 1. Panzer-Division
- 3. Panzer-Division
- Schwere Panzer Abteilung 509
- I./24.Panzer-Abteilung
- 1335.Stug-Abteilung
- 219.Sturmpanzer-Abteilung
- Volks-Werfer-Brigade 17
- Werfer-Abteilung 104 / 504
- Schwere SS-Artillerie-Abteilung 504
- SS-Korps-Nachrichten-Abteilung 104
- SS-Sanitäts-Abteilung 104
- Feld-Ausbildungs-Battalion IV.SS-Panzer-Korps
- Kraftfahrzeug-Kompanie 504
- Bekleidung-Instandsetzungs-Zug 504
- SS-Feldpostamt 104

### 1º marzo 1945 - Operazione Frühlingserwachen
- Korps Stab
- 3. SS-Panzerdivision Totenkopf
- 5. SS-Panzer-Division "Wiking"
- 356. Infanterie-Division
- Werfer-Abteilung 104 / 504
- Schwere SS-Artillerie-Abteilung 504
- SS-Korps-Nachrichten-Abteilung 104
- SS-Sanitäts-Abteilung 104
- Feld-Ausbildungs-Battalion IV.SS-Panzer-Korps
- Kraftfahrzeug-Kompanie 504
- Bekleidung-Instandsetzungs-Zug 504
- SS-Feldpostamt 104